# Premijer Liga 2023-2024
La Nogometna Premijer liga Bosne i Hercegovine 2023-2024 (abbreviata in Premijer liga BiH 2023-2024), conosciuta anche come WWin League 2023-2024 per ragioni di sponsorizzazione, è stata la 24ª edizione del campionato della Bosnia Erzegovina (la 22ª che copre l'intero territorio nazionale), con inizio il 29 luglio 2023 e termine il 26 maggio 2024.
Lo Zrinjski Mostar è la squadra campione in carica, avendo vinto il titolo per l'ottava volta della sua storia. Il campionato è stato vinto dal Borac Banja Luka, al suo terzo titolo nazionale.

## Stagione

### Novità
Dalla stagione precedente sono retrocessi Leotar e Sloboda Tuzla, mentre dai due campionati di Prva Liga sono stati promossi GOŠK Gabela e Zvijezda 09.

### Formula
Le 12 squadre partecipanti giocano un girone all'italiana di andata, ritorno e andata, per un totale di 33 giornate.
Al termine della competizione, la squadra prima classificata è campione di Bosnia ed Erzegovina e si qualifica al primo turno di qualificazione della UEFA Champions League 2024-2025, mentre le squadre classificate al secondo e al terzo posto si qualificano al primo turno di qualificazione della UEFA Conference League 2024-2025, insieme alla vincitrice della coppa nazionale, che entra al secondo turno.
Le ultime due squadre classificate retrocedono direttamente in Prva liga FBiH e Prva liga RS (a seconda della locazione).

## Squadre partecipanti
| Squadra          | Città            | Stadio                          | Stagione precedente                 |
| ---------------- | ---------------- | ------------------------------- | ----------------------------------- |
| Borac Banja Luka | Banja Luka       | Stadio municipale di Banja Luka | 2° in Premijer Liga                 |
| GOŠK Gabela      | Gabela           | Stadio Perica-Pero Pavlović     | 1° in Prva Liga FBiH                |
| Igman Konjic     | Konjic           | MGM Farm Arena (Doboj, Kakanj)  | 8° in Premijer Liga                 |
| Posušje          | Posušje          | Stadion Mokri Dolac             | 10° in Premijer Liga                |
| Sarajevo         | Sarajevo         | Stadio Asim Ferhatović Hase     | 4° in Premijer Liga                 |
| Široki Brijeg    | Široki Brijeg    | Pecara                          | 5° in Premijer Liga                 |
| Sloga Doboj      | Doboj            | Luke Stadium                    | 9° in Premijer Liga                 |
| Tuzla City       | Simin Han, Tuzla | Stadio municipale di Tušanj     | 7° in Premijer Liga                 |
| Velež Mostar     | Mostar           | Stadio Rođeni                   | 6° in Premijer Liga                 |
| Željezničar      | Sarajevo         | Stadion Grbavica                | 3° in Premijer Liga                 |
| Zrinjski Mostar  | Mostar           | Stadio pod Bijelim Brijegom     | Campione della Bosnia ed Erzegovina |
| Zvijezda 09      | Ugljevik         | Stadio comunale di Ugljevik     | 2° in Prva Liga RS                  |

## Classifica
aggiornata al 22 maggio 2024
|                                 | Pos. | Squadra          | Pt | G  | V  | N  | P  | GF | GS | DR  |
| ------------------------------- | ---- | ---------------- | -- | -- | -- | -- | -- | -- | -- | --- |
| Bosnia ed Erzegovina (bandiera) | 1.   | Borac Banja Luka | 78 | 33 | 24 | 6  | 3  | 68 | 26 | +42 |
|                                 | 2.   | Zrinjski Mostar  | 76 | 33 | 24 | 4  | 5  | 76 | 27 | +49 |
|                                 | 3.   | Velež Mostar     | 59 | 33 | 16 | 11 | 6  | 50 | 28 | +22 |
|                                 | 4.   | Sarajevo         | 53 | 33 | 16 | 8  | 9  | 57 | 38 | +19 |
|                                 | 5.   | Posušje          | 48 | 33 | 13 | 9  | 11 | 35 | 29 | +6  |
|                                 | 6.   | Željezničar      | 43 | 33 | 13 | 4  | 16 | 35 | 36 | -1  |
|                                 | 7.   | Sloga Doboj      | 42 | 33 | 13 | 3  | 17 | 37 | 50 | -13 |
|                                 | 8.   | Široki Brijeg    | 39 | 33 | 11 | 6  | 16 | 37 | 45 | -8  |
|                                 | 9.   | GOŠK Gabela      | 34 | 33 | 8  | 10 | 15 | 38 | 64 | -26 |
|                                 | 10.  | Igman Konjic     | 33 | 33 | 9  | 6  | 18 | 40 | 67 | -27 |
|                                 | 11.  | Tuzla City       | 27 | 33 | 7  | 6  | 20 | 45 | 69 | -24 |
|                                 | 12.  | Zvijezda 09      | 21 | 33 | 6  | 3  | 24 | 33 | 72 | -39 |

Legenda:
      Campione di Bosnia ed Erzegovina e ammessa alla UEFA Champions League 2024-2025
      Ammessa alla UEFA Conference League 2024-2025
      Retrocessa in Prva liga FBH 2024-2025 o Prva liga RS 2024-2025
Regolamento:
Tre punti a vittoria, uno a pareggio, zero a sconfitta.
In caso di arrivo di due o più squadre a pari punti, la graduatoria verrà stilata secondo la classifica avulsa tra le squadre interessate.